# Йелоустоун (окръг)
Вижте пояснителната страница за други значения на Йелоустоун.
Окръг Йелоустоун (на английски: Yellowstone County) е окръг в щата Монтана, Съединени американски щати. Площта му е 6861 km², а населението - 158 980 души (2017). Административен център е град Билингс.